# Valle del Boite
Das Valle del Boite (ital. für Boitetal; ladinisch Val de la Guoite) ist ein Seitental des Kadobers in den Dolomiten in Italien. Es liegt vollständig in der Provinz Belluno und hat seinen Namen von dem ihn durchziehenden Fluss Boite. Wichtigster und bekanntester Ort des Tales ist Cortina d’Ampezzo. Die Umgegend des Ortes wird zuweilen auch als Valle d'Ampezzo (deutsch Ampezzo- oder Haydental) bezeichnet. Das Tal umschließt den Antelao im Süden und wird von mehreren der prominentesten Berge und Berggruppen der Dolomiten eingerahmt.

## Geografische Lage

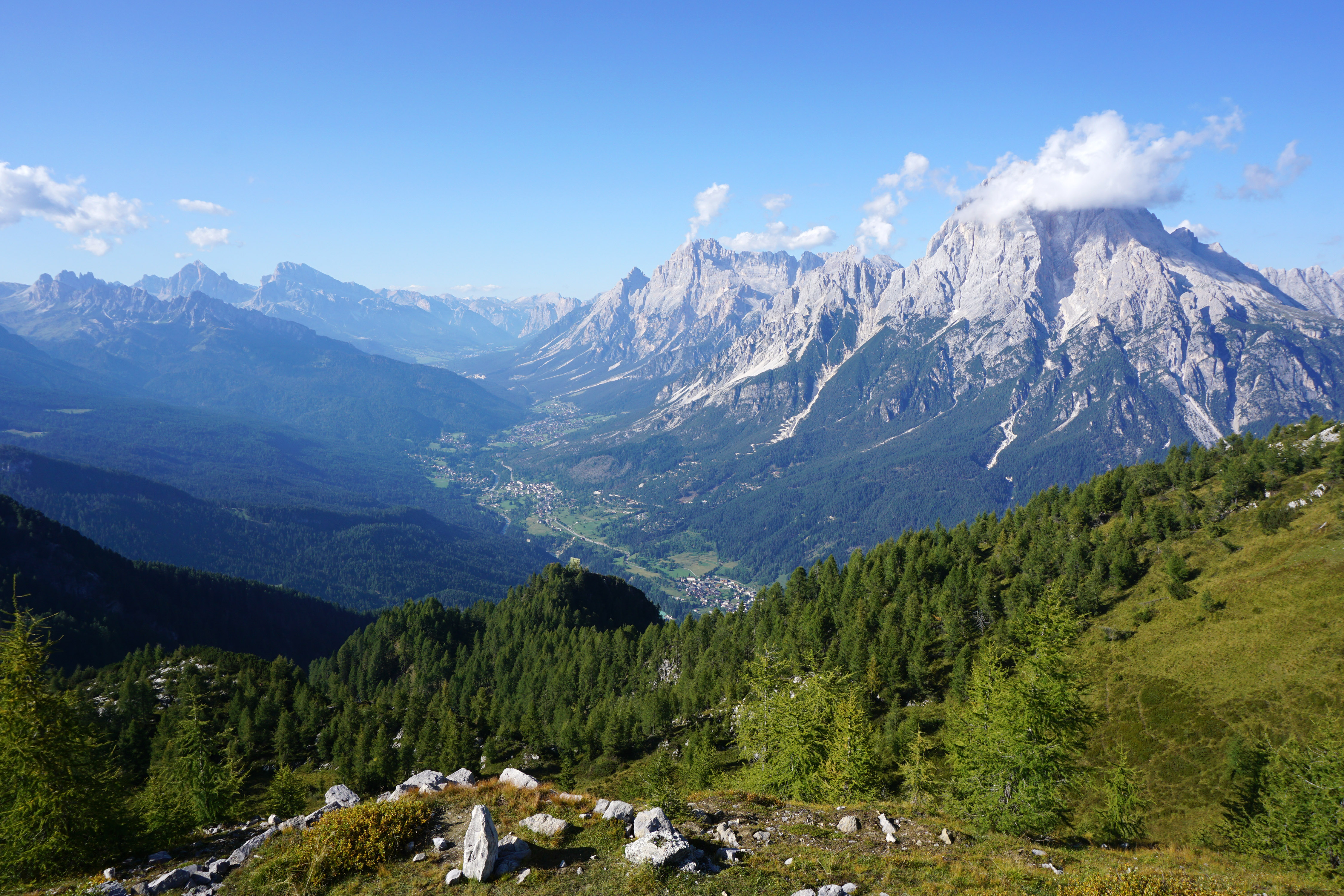
Valle del Boite

Das Valle del Boite liegt im äußersten Norden der Provinz Belluno in der Region Venetien. Es grenzt in der Gegend des Oberlaufs des Boite an Südtirol. Das Tal folgt dem Flusslauf des Boite: Zwischen dessen Quelle am Fuße des Col dles Sciores, einem Nachbargipfel des Seekofels, und der Ortschaft Vodo di Cadore verläuft das Tal in nordwestlich-südöstlicher Richtung, am Unterlauf dann in West-Ost-Richtung.
Das Valle del Boite hat zahlreiche Nebentäler, die zumeist quer zur Verlaufsrichtung des Haupttals von den Bergen herabführen. Die meisten speisen mit ihren Bächen den Hauptfluss Boite. Besonders die westlich des Flussufers gelegenen Nebentäler sind stark bewaldet.

## Gemeinden
Hauptort des Tales ist Cortina d’Ampezzo. Der weltberühmte Skiort hat etwas mehr als 6000 Einwohner. Daneben finden sich die Kommunen Valle di Cadore, Vodo di Cadore, Borca di Cadore und San Vito di Cadore. 

## Berge

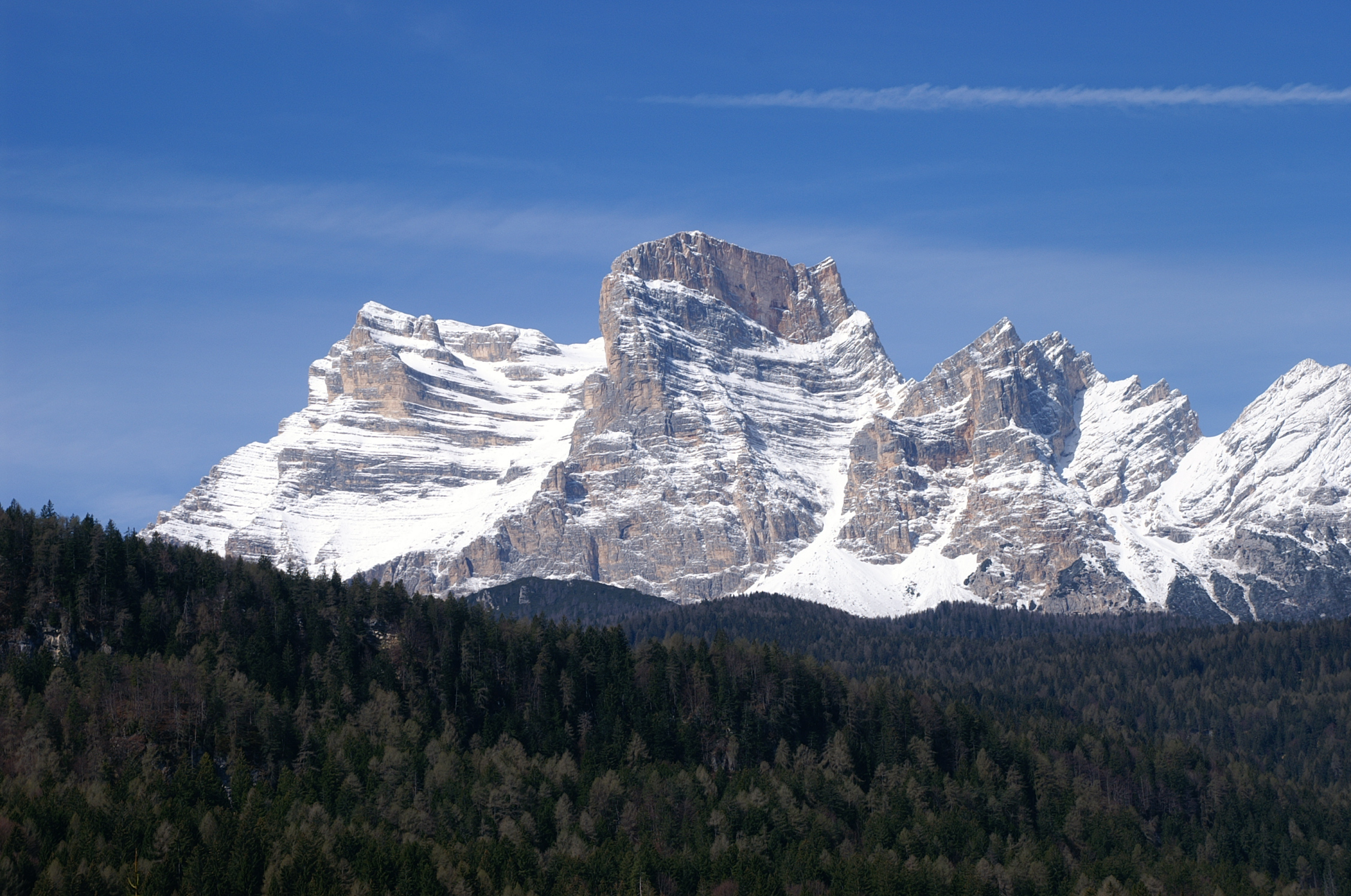
M. Pelmo, von Vodo di Cadore gesehen

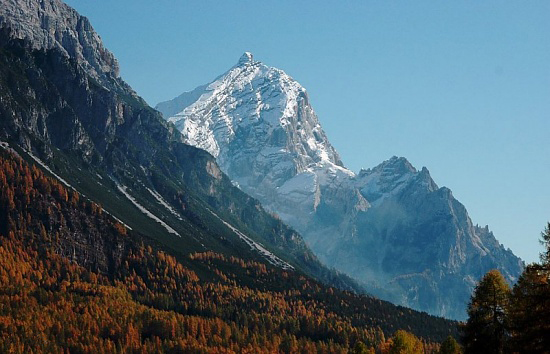
Antelao, von Cortina d'Ampezzo gesehen

Das Tal wird umrahmt von mehreren der berühmtesten Berge und Berggruppen der Dolomiten. Dazu zählen Monte Cristallo, Tofane, Antelao, Sorapiss und Monte Pelmo. Vier der sechs höchsten Berggruppen der Dolomiten begrenzen das Tal: Antelao (3264 m, zweithöchster Berg der Dolomiten), Tofane (Tofana di Mezzo, 3244 m, Rang 3), Cristallo (3211 m, Rang 4) und Sorapiss (3205 m, Rang 6). Höher als 3000 Meter sind zudem die Gipfel von Monte Pelmo (3168 m) und der Hohen Gaisl (3146 m), die sich nordöstlich des Talschlusses befindet.
Weitere bekannte Berge (allesamt höher als 2000 Meter) sind der Monte Rite, auf dem sich ein ehemaliges Sperrfort aus dem Gebirgskrieg 1915–1918 befindet, sowie Cinque Torri, Monte Averau, Croda di Lago an der westlichen Grenze des Tals.
Antelao, Sorapiss und Cristallo verfügen über kleinere Gletscher.

## Verkehr
Von den ersten rund fünf Kilometern des Flussverlaufs (und damit des Tales) abgesehen, verläuft die Strada Statale 51 di Alemagna parallel zum Fluss Boite und damit fast durch das gesamte Tal. Die Staatsstraße, früher eine wichtige Handelsroute zwischen Venedig, Innsbruck und Augsburg, ändert nahe der Ruine des Schlosses Hubertus einige Kilometer nördlich von Cortina die Verlaufsrichtung: Statt nach Norden führt sie ab dort nach Osten, um jenseits des Passo Cimabanche (1530 m) ins Höhlensteintal zu führen, wo die Straße wiederum in Richtung Norden verläuft. Die zweite Staatsstraße im Tal verläuft in West-Ost-Richtung und quert somit das Valle del Boite: Vom Falzaregopass (2105 m) aus führt die Strada Statale 48 delle Dolomiti, die auch Große Dolomitenstraße genannt wird, nach Cortina. Von dort aus verläuft die SS 48 über den Passo Tre Croci.
In Richtung des südöstlich gelegenen Val di Zoldo besteht die Verbindung über den Passo Cibiana. Die Verbindung erfolgt über die Strada provinciale 347. Von der SS 48 zweigt westlich von Cortina eine Provinzialstraße ab, die über den Passo di Giau ins Val Codalonga und den Ort Selva di Cadore führt.

## Tourismus

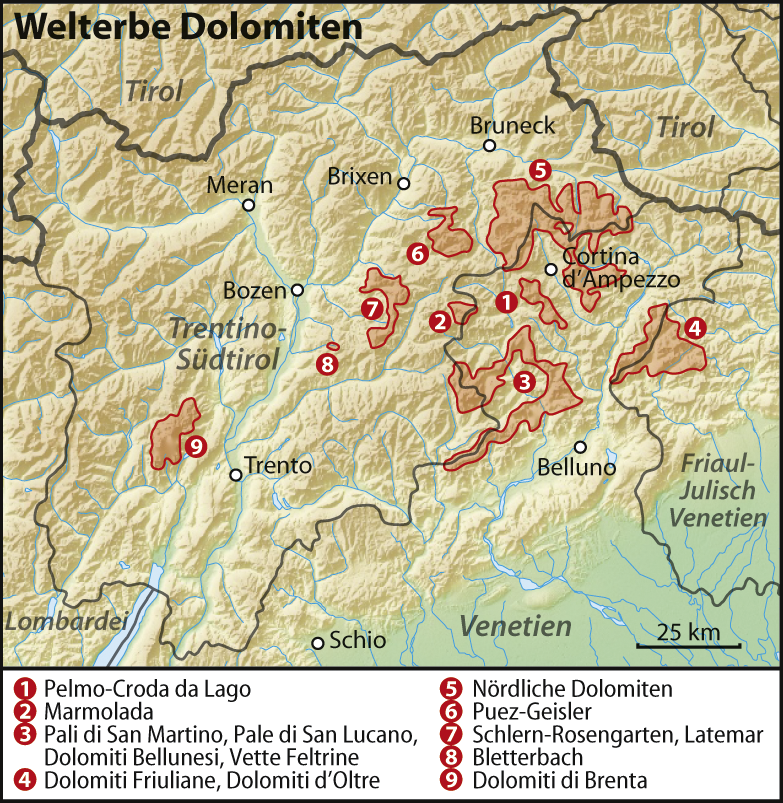
Die Berge rund um das Valle del Boite gehören seit 2009 zum Welterbe Dolomiten (Gruppen 1 und 5).

Seit 2009 gehören die Berge rund um das Valle del Boite zum Welterbe Dolomiten. Im Westen des Tales sind die Gruppen um Monte Pelmo und Croda da Lago, im Osten das größte zusammenhängende Gebiet des Welterbes, unter anderem mit Antelao, Cristallo und weiteren Gipfeln. Der nördliche Teil des Valle del Boite gehört zum Parco naturale regionale delle Dolomiti d’Ampezzo (Regionaler Naturpark Ampezzaner Dolomiten). Er wurde 1990 eingerichtet und umfasst 11.200 Hektar bzw. 112 Quadratkilometer.
Die Gegend wird sowohl von Sommer- wie von Winterurlaubern aufgesucht. Bergsteiger und Trekker sind in den Sommermonaten häufig anzutreffen. Durch die Berge führen fünf der zehn Dolomiten-Höhenwege. Durch die Gruppe der Berge im Westen (Tofane und Monte Pelmo) führt der Dolomiten-Höhenweg Nummer 1, auch Klassischer Weg genannt. Die Berge und Bergketten Cristallo, Sorapiss, Monte Pelmo und Monte Rite werden vom Höhenweg Nummer 3, auch Weg der Gämsen genannt, durchzogen. Am Monte Rite hat Reinhold Messner eines von fünf Messner Mountain Museen in einem ehemaligen Fort errichtet. Die Höhenwege 4 und 5 führen am Antelao vorbei, Höhenweg Nummer vier darüber hinaus auch durch die Felsenwelt des Sorapiss. Die letztgenannten Höhenwege enden im Valle del Boite, in der Ortschaft Pieve di Cadore. Der einzige in West-Ost-Richtung verlaufende Dolomiten-Höhenweg, Nummer 9, kreuzt das Tal.
Cortina d’Ampezzo war Austragungsort der Winterspiele 1956. Die Infrastruktur wird noch stets genutzt. Dazu zählt unter anderem die Piste Olimpia delle Tofane, auf der noch Skiweltcup-Rennen ausgetragen werden.